# René Kummerlöw
René Kummerlöw ist ein ehemaliger deutscher Skispringer.
Kummerlöw startete bei der Skiflug-Weltmeisterschaft 1988 in Oberstdorf zu seinem ersten internationalen Turnier, welches er auf dem 30. Platz beendete. Am 3. Dezember 1989 startete er erstmals im Skisprung-Weltcup. Beim Auftaktspringen der Vierschanzentournee 1989/90 in Oberstdorf gelang ihm mit dem 15. Platz erstmals der Sprung in die Weltcup-Punkteränge. Die Tournee beendete er auf dem 15. Platz in der Gesamtwertung. Beim Springen in Bischofshofen erreichte er mit dem 11. Platz sein bestes Weltcup-Resultat. Am Ende der Weltcup-Saison 1989/90 lag er mit sechs gewonnenen Punkten gemeinsam mit dem Bulgaren Sachari Sotirow auf dem 48. Platz der Weltcup-Gesamtwertung. Nach der Saison 1990/91 beendete er seine Weltcup-Karriere und wechselte noch für ein Jahr in den neu geschaffenen Skisprung-Continental-Cup. Nachdem er dort auch keine vorderen Platzierungen mehr erreicht hatte, beendete er 1992 seine aktive Skisprungkarriere.